# Mathieu Perreault
Mathieu Perreault (* 5. ledna 1988 v Drummondville, Québec) je bývalý kanadský hokejový útočník, který odehrál v severoamerické NHL přes 700 utkání.

## Hráčská kariéra

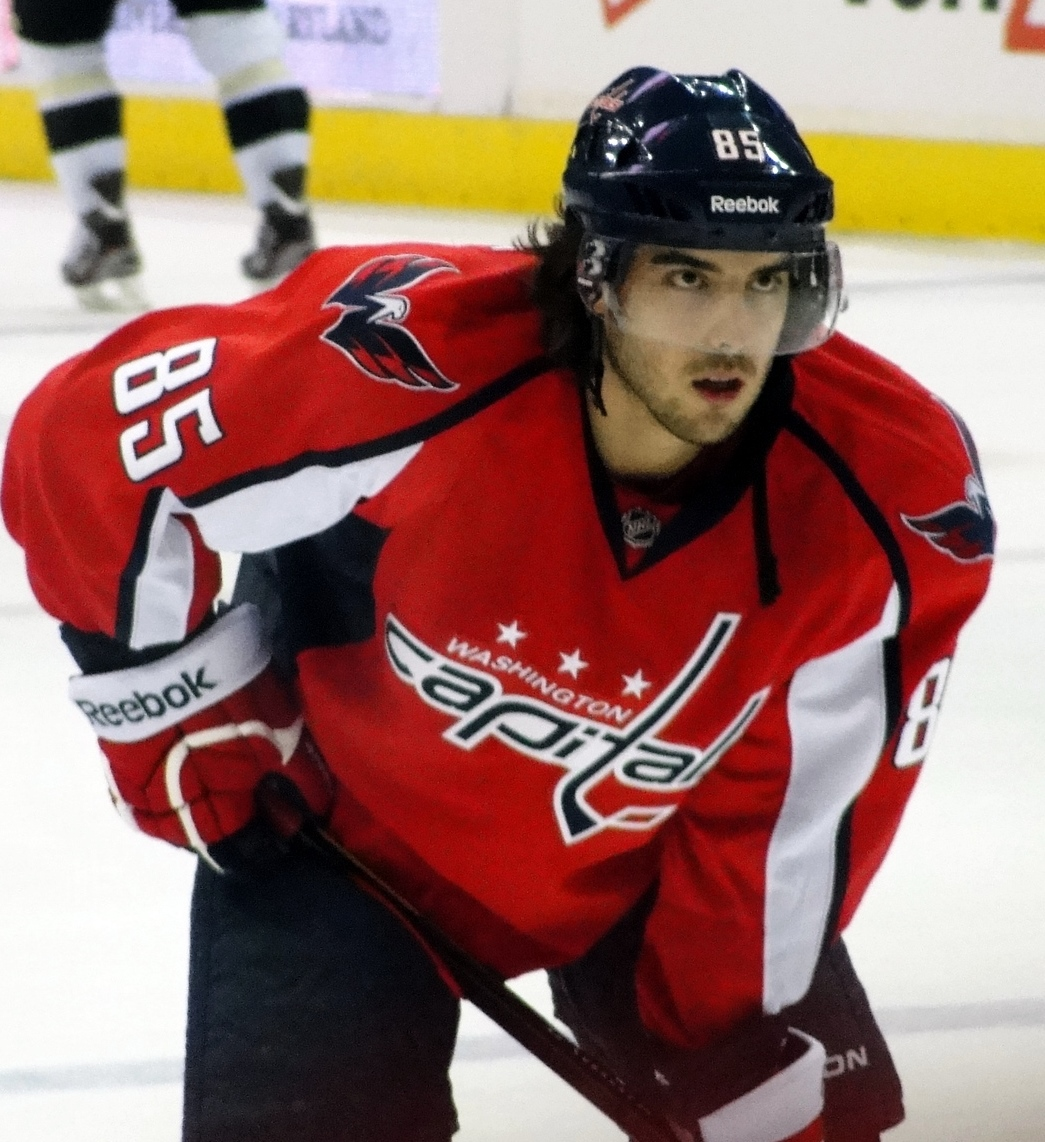
Mathieu Perreault v dresu Washington Capitals v roce 2012

Do mládežnických klubů v amerických ligách vstoupil do Magog Cantonniers, který hrál ligu QMAAA. Za tým odehrál jednu sezónu 2004/05. Po dokončení sezóny povýšil do ligy QMJHL, strávil tři sezóny v týmu Acadie-Bathurst Titan za kterém odehrál 194 zápasů, připsal si 285 bodů. Ve druhé sezóně 2006/07 vyhrál trofej Michel Brière Memorial Trophy pro nejužitečnějšího hokejistovi juniorské ligy a v poslední sezóně v QMJHL 2007/08 vyhrál trofej Jean Béliveau Trophy pro nejproduktivnějšímu hokejistovi juniorské ligy a nasbíral nejvíce asistencí. V roce 2006 byl draftován v 1. kole, celkově 177. týmem Washington Capitals. Do profesionálního hokeje vstoupil v lize AHL, měl debut 16. dubna 2008 v play off ve čtvrtfinále týmu Hershey Bears proti Wilkes-Barre/Scranton Penguins, jeho tým vyhrál po prodloužení 3:2. V play off se týmu nepodařilo postoupit a prohráli 1:4 na zápasy. V Hershey Bears zůstal a v sezónách 2008/09 a 2009/10 pomohl vybojovat Calderův pohár.
Jeho debut v NHL se uskutečnil 4. listopadu 2009 v týmu Washington Capitals proti New Jersey Devils ve kterém odehrál 10 minut a 30 sekund, připsal si dvě asistence. Ve Washingtonu odehrál 21 zápasů, nasbíral 9 bodů což ho zařadilo na 5. místo mezi nováčky. Závěr sezóny 2009/10 proti týmu Atlanta Thrashers ho ve druhé třetině Colby Armstrong udeřil loktem do hlavy a musel vynechat zbytek sezóny. Od sezony 2011/12 se stal kmenovým hráčem Caps. 24. ledna 2012 zaznamenal svůj první vstřelený Hattrick, všechny tři góly nastřílel brankáři Tuukka Raskovi z Boston Bruins. Během výluky v 2012/13 odehrál ve finské nejvyšší soutěži sedm zápasů za klub IFK Helsinky. Po skončení výluky se vrátil zpět do klubu Capitals. 29. září 2013 byl vyměněn do klubu Anaheim Ducks za útočníka John Mitchell a výběrem draftu na 4 kolo v roce 2014. Za Kačery odehrál pouze jednu sezonu. 1. července 2014 podepsal tříletou smlouvu s klubem Winnipeg Jets jako volný hráč. Jeho roční plat činil 3 miliony dolarů. Za Jets hrál do konce ročníku 2020/21. Následující sezónu, která byla jeho poslední, odehrál za Montreal Canadiens.

## Ocenění a úspěchy
- 2007 CHL - Druhý All-Star Tým
- 2007 QMJHL - První All-Star Tým
- 2007 QMJHL - Michel Brière Memorial Trophy
- 2008 CHL - Druhý All-Star Tým
- 2008 QMJHL - Nejlepší nahrávač
- 2008 QMJHL - Jean Béliveau Trophy
- 2008 QMJHL - Druhý All-Star Tým

## Prvenství
- Debut v NHL - 4. listopadu 2009 (New Jersey Devils proti Washington Capitals)
- První asistence v NHL - 4. listopadu 2009 (New Jersey Devils proti Washington Capitals)
- První gól v NHL - 7. listopadu 2009 (Washington Capitals proti Florida Panthers, americkému brankáři Scott Clemmensen)
- První hattrick v NHL - 24. ledna 2012 (Washington Capitals proti Boston Bruins)[3]

## Klubové statistiky
| Sezóna       | Klub                  | Soutěž       |     | Základní část | Základní část | Základní část | Základní část | Základní část |    | Play off | Play off | Play off | Play off | Play off |
| Sezóna       | Klub                  | Soutěž       | Z   | G             | A             | B             | TM            | Z             | G  | A        | B        | TM       |          |          |
| 2004/2005    | Magog Cantonniers     | QMAAA        | 41  | 25            | 47            | 72            | 68            | 9             | 5  | 10       | 15       | 12       |          |          |
| 2005/2006    | Acadie-Bathurst Titan | QMJHL        | 62  | 18            | 34            | 52            | 42            | 17            | 10 | 11       | 21       | 8        |          |          |
| 2006/2007    | Acadie-Bathurst Titan | QMJHL        | 67  | 41            | 78            | 119           | 66            | 12            | 6  | 8        | 14       | 8        |          |          |
| 2007/2008    | Acadie-Bathurst Titan | QMJHL        | 65  | 34            | 80            | 114           | 61            | 12            | 3  | 19       | 22       | 6        |          |          |
| 2007/2008    | Hershey Bears         | AHL          | —   | —             | —             | —             | —             | 3             | 0  | 0        | 0        | 0        |          |          |
| 2008/2009    | Hershey Bears         | AHL          | 77  | 11            | 39            | 50            | 36            | 21            | 2  | 6        | 8        | 8        |          |          |
| 2009/2010    | Hershey Bears         | AHL          | 56  | 16            | 34            | 50            | 34            | 21            | 7  | 12       | 19       | 18       |          |          |
| 2009/2010    | Washington Capitals   | NHL          | 21  | 4             | 5             | 9             | 6             | —             | —  | —        | —        | —        |          |          |
| 2010/2011    | Hershey Bears         | AHL          | 34  | 11            | 24            | 35            | 38            | 6             | 3  | 3        | 6        | 6        |          |          |
| 2010/2011    | Washington Capitals   | NHL          | 35  | 7             | 7             | 14            | 20            | —             | —  | —        | —        | —        |          |          |
| 2011/2012    | Washington Capitals   | NHL          | 64  | 16            | 14            | 30            | 24            | 4             | 0  | 0        | 0        | 0        |          |          |
| 2012/2013    | IFK Helsinky          | SM-l         | 7   | 1             | 6             | 7             | 6             | —             | —  | —        | —        | —        |          |          |
| 2012/2013    | Washington Capitals   | NHL          | 39  | 6             | 11            | 17            | 20            | 7             | 1  | 3        | 4        | 0        |          |          |
| 2013/2014    | Anaheim Ducks         | NHL          | 69  | 18            | 25            | 43            | 36            | 11            | 2  | 3        | 5        | 18       |          |          |
| 2014/2015    | Winnipeg Jets         | NHL          | 62  | 18            | 23            | 41            | 38            | 3             | 0  | 2        | 2        | 0        |          |          |
| 2015/2016    | Winnipeg Jets         | NHL          | 71  | 9             | 32            | 41            | 36            | —             | —  | —        | —        | —        |          |          |
| 2016/2017    | Winnipeg Jets         | NHL          | 65  | 13            | 32            | 45            | 30            | —             | —  | —        | —        | —        |          |          |
| 2017/2018    | Winnipeg Jets         | NHL          | 70  | 17            | 22            | 39            | 38            | 9             | 1  | 0        | 1        | 4        |          |          |
| 2018/2019    | Winnipeg Jets         | NHL          | 82  | 15            | 15            | 30            | 44            | 5             | 0  | 2        | 2        | 8        |          |          |
| 2019/2020    | Winnipeg Jets         | NHL          | 49  | 7             | 8             | 15            | 10            | 4             | 0  | 0        | 0        | 2        |          |          |
| 2020/2021    | Winnipeg Jets         | NHL          | 56  | 9             | 10            | 19            | 16            | 8             | 1  | 1        | 2        | 4        |          |          |
| 2021/2022    | Montreal Canadiens    | NHL          | 25  | 4             | 5             | 9             | 4             | —             | —  | —        | —        | —        |          |          |
| Celkem v NHL | Celkem v NHL          | Celkem v NHL | 708 | 143           | 209           | 352           | 322           | 51            | 5  | 11       | 16       | 36       |          |          |